# District historique de Craters of the Moon National Monument Mission 66
Le district historique de Craters of the Moon National Monument Mission 66 – ou Craters of the Moon National Monument Mission 66 Historic District en anglais – est un district historique américain dans le comté de Butte, dans l'Idaho. Situé au sein des monument national et réserve nationale Craters of the Moon, il est inscrit au Registre national des lieux historiques depuis le 7 mars 2022. Construit dans le cadre de la Mission 66, il se compose notamment d'un office de tourisme du National Park Service, le Robert Limbert Visitor Center.